# Bush contro Gore
Bush contro Gore è stato un caso con cui la Corte suprema degli Stati Uniti d'America ha deciso riguardo alla disputa sulle elezioni presidenziali del 2000. L'8 novembre il Comitato elettorale della Florida aveva comunicato la vittoria di George W. Bush del partito Repubblicano nello Stato per meno dello 0,5% dei voti. Il candidato del Partito Democratico Al Gore chiese allora un riconteggio delle schede: non potendo il riconteggio terminare entro i limiti di legge, iniziò la causa legale. Il 9 dicembre la Corte suprema fermò preliminarmente il riconteggio dei voti che stava avvenendo in Florida. 
La Corte, con 5 favorevoli e 4 contrari, il 12 dicembre 2000 decise che non fosse possibile stabilire un metodo alternativo per il riconteggio dei voti entro limite temporale stabilito dalla legge federale per quello stesso giorno. Sette dei nove giudici si trovarono d'accordo nel riconoscere una violazione della «clausola di eguale protezione» del XIV emendamento della Costituzione degli Stati Uniti d'America nell'utilizzo di diversi metodi di conteggio in diverse contee. Tre giudici ritennero anche che la Corte suprema della Florida avesse violato l'Articolo II, sezione 1, comma 2 della Costituzione, male interpretando la legge elettorale approvata dal Parlamento della Florida.
Dopo la sentenza, il Segretario di Stato della Florida Katherine Harris confermò la vittoria di Bush in Florida: i 25 grandi elettori così ottenuti portarono in dote a quest’ultimo 271 grandi elettori, uno in più dei 270 richiesti per vincere nel Collegio Elettorale e sconfiggere Gore, che ottenne 266 voti (un elettore del Distretto di Columbia si è astenuto). La decisione della Corte ha sollevato molte critiche e controversie.

## Contesto
Negli Stati Uniti le elezioni del Presidente si svolgono su base statale. Ad ogni Stato è assegnato un numero di grandi elettori pari al numero di Senatori e Rappresentanti dello Stato. Ogni Stato ha diritto ad un numero di Rappresentanti proporzionale alla popolazione, e ad un numero fisso di due Senatori. Costituzionalmente i grandi elettori hanno libertà di voto nel Collegio Elettorale, ma per prassi, o in base a leggi degli Stati, tutti i grandi elettori dello Stato votano per il candidato che ha ottenuto la maggioranza dei voti nel proprio Stato. Il candidato che ottiene la maggioranza assoluta dei grandi elettori (270) diventa Presidente.

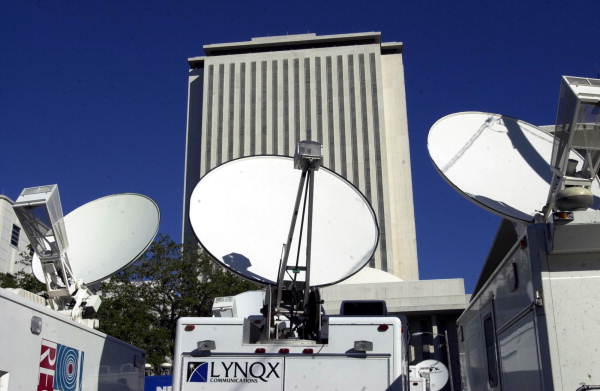
Camion televisivi di fronte al Campidoglio della Florida durante la disputa sull'elezione presidenziale

 L'8 novembre 2000 il Comitato elettorale della Florida comunicò che Bush aveva vinto ottenendo il 48,8% dei voti, con un margine di 1784 voti. Poiché il margine di vittoria era inferiore allo 0,5%, come stabilito dalla legge si iniziò il riconteggio meccanico automatico (negli USA le schede elettorali sono lette da appositi macchinari). Il 10 novembre, il riconteggio era concluso in tutte le contee tranne una, e il margine di vittoria di Bush si era ridotto a 327 voti. La legge elettorale della Florida permette ad un candidato di chiedere riconteggi manuali, e Gore li chiese in quattro contee: Volusia, Palm Beach, Broward e Miami-Dade, contee tradizionalmente Democratiche, nelle quali si aspettava di ottenere ulteriori voti. Gore, tuttavia, non richiese il riconteggio in contee che tradizionalmente votano per il partito Repubblicano. Le quattro contee cominciarono il riconteggio manuale. Tuttavia, la legge elettorale richiedeva inoltre che tutte le contee certificassero i risultati elettorali al Segretario di Stato della Florida entro sette giorni dal giorno dell'elezione, e diverse contee che stavano svolgendo il riconteggio manuale non ritennero di poter terminare in tempo. Il 14 novembre, giorno della scadenza, un tribunale stabilì che la scadenza dei sette giorni dovesse essere rispettata, ma che le contee potevano anche correggere i risultati successivamente. Il tribunale stabilì anche che il Segretario di Stato della Florida, dopo aver "considerato tutti i fatti attinenti e le circostanze", aveva la discrezione di includere le correzioni delle Contee nei risultati definitivi per lo Stato.  Entro la scadenza delle 17:00 del 14 novembre, la contea di Volusia County completò il riconteggio manuale e certificò i suoi risultati. Alle 17:00 del 14 novembre, il Segretario di Stato della Florida Katherine Harris annunciò di aver ricevuto i risultati di tutte le 67 contee, mentre Palm Beach, Broward, e Miami-Dade stavano ancora conducendo il riconteggio manuale.
Harris stabilì dei criteri in base ai quali avrebbe determinato se permettere correzioni posteriori, e richiese alle contee che avrebbero voluto correggere i risultati di mandare entro le 14:00 del giorno successivo una spiegazione scritta dei fatti e delle circostanze che giustificassero il ritardo. Quattro contee mandarono le spiegazioni richieste, e dopo averle considerate, Harris decise che nessuna di esse potesse giustificare un'estensione del tempo concesso. Annunciò inoltre che dopo aver ricevuto i risultati dei votanti all'estero, avrebbe comunicato i risultati definitivi delle elezioni presidenziali in Florida il 18 novembre 2000. Quel giorno, certificò la vittoria di Bush nello Stato, che così ottenne abbastanza elettori da vincere le elezioni.

## Blocco del riconteggio
All'8 dicembre 2000, c'erano state molteplici cause legali e diverse sentenze sulle elezioni presidenziali in Florida, e lo stesso giorno la Corte suprema della Florida ordinò il riconteggio manuale di tutte le schede nello Stato, con 4 giudici favorevoli e 3 contrari. Il 9 dicembre, la Corte suprema degli Stati Uniti ordinò il blocco del riconteggio, con 5 a favore e 4 contrari. L'opinione della maggioranza, espressa dal Giudice Scalia asseriva: 
I giudici contrari, invece sostenevano:

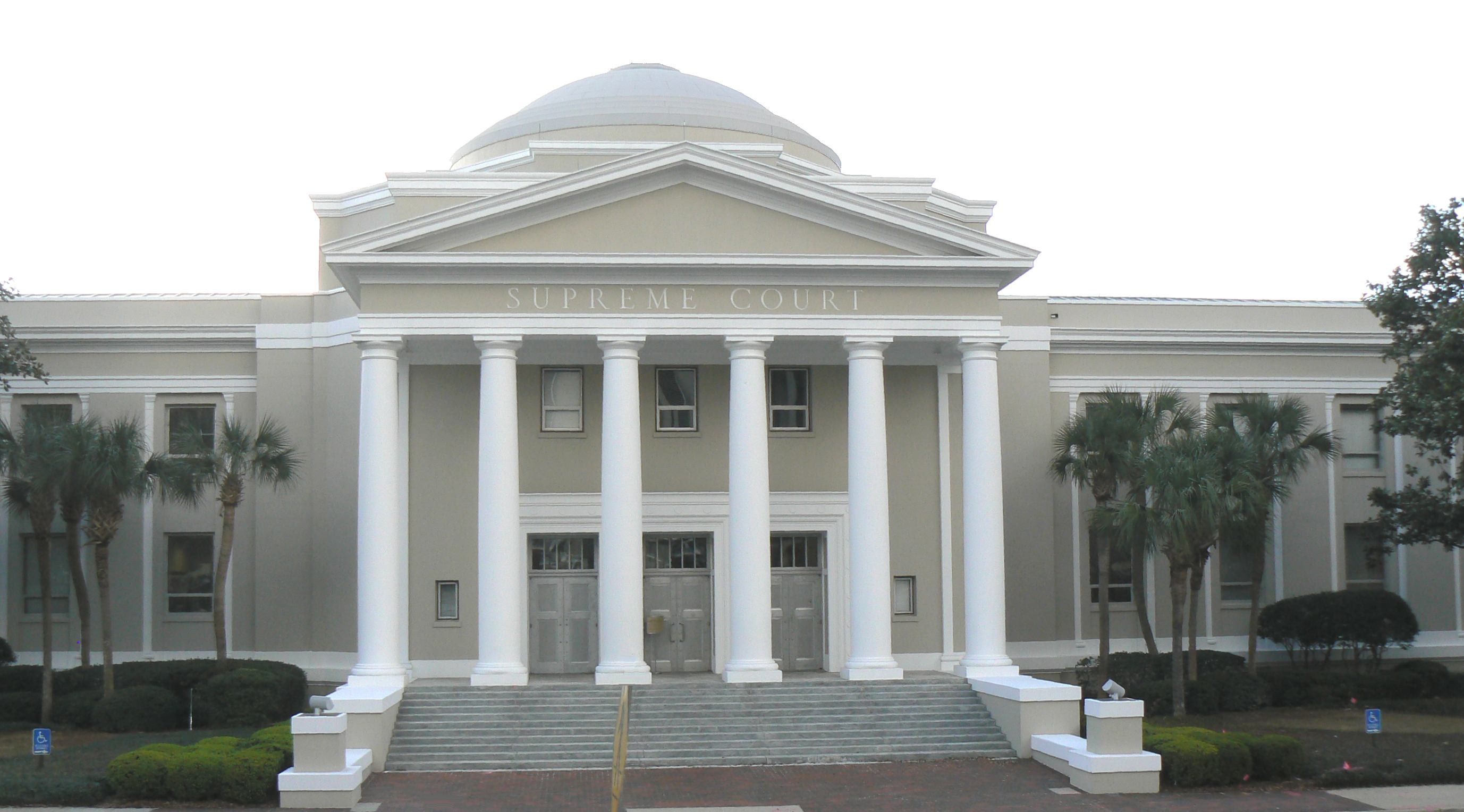
Florida Supreme Court

I quattro giudici contrari sostenevano che fermare il riconteggio era una violazione delle "tre regole d'oro del controllo giudiziario": rispettare l'opinione delle corti supreme dei singoli stati, esercitare la giurisdizione con particolare cautela quando "un altro ramo del Governo Federale" ha la maggior parte di responsabilità nel risolvere la questione, e non trarre conclusioni perentorie in base alla legge costituzionale prima di un'attenta considerazione del problema.

## Primi sviluppi
Le parti furono ascoltate dalla Corte suprema l'11 dicembre. Theodore Olson, avvocato di Washington e futuro Solicitor General (Avvocato Generale dello Stato) nell'Amministrazione Bush, rappresentò Bush, mentre l'avvocato newyorkese David Boies rappresentò Gore.
Durante il breve periodo in cui la Corte si occupò del caso Bush v. Gore, la Corte suprema della Florida fornì i chiarimenti che la Corte suprema degli Stati Uniti aveva richiesto il 4 dicembre nel caso collegato Bush v. Palm Beach County Canvassing Board, 531 US 70 (2000). Data la natura straordinaria e l'urgenza del caso, la Corte suprema fornì la sentenza il 12 dicembre, meno di un giorno dopo aver ascoltato le parti.

## Questione legale
La «clausola di eguale protezione» del XIV Emendamento della Costituzione, sul quale la decisione di Bush v. Gore fu basata, recita:
Nessuno Stato potrà fare alcuna legge che limiti i privilegi o le immunità dei cittadini degli Stati Uniti; né potrà privare alcuno della propria vita, libertà o proprietà, senza giusto processo; né potrà negare ad alcuno sotto la propria giurisdizione l'eguale protezione delle leggi.»

L'articolo 2, sezione 1 comma 2 stabilisce il numero di Grandi Elettori per Stato, e ancor più rilevante per il caso in questione, stabilisce il modo in cui quegli elettori debbano essere scelti:
Secondo l'argomentazione, questo comma darebbe il potere di decidere sulle questioni elettorali al solo Parlamento della Florida.

Il Titolo 3, sezione 5 dello United States Code (3 U.S.C. § 5) regola la "risoluzione di controversie riguardo alla nomina dei grandi elettori" nelle elezioni presidenziali. Particolarmente rilevante a questo caso è la cosiddetta "safe harbor provision" («clausola di porto sicuro»), che permette agli Stati di nominare i grandi elettori senza interferenza del Congresso, purché siano nominati entro una specifica scadenza:
Poiché i grandi elettori avrebbero dovuto incontrarsi il 18 dicembre, la scadenza "sicura" era proprio il 12 dicembre, solo un giorno dopo che la Corte aveva ascoltato le parti.

Secondo lo United States Code (28 U.S.C. § 1257):

## Questioni considerate dalla Corte

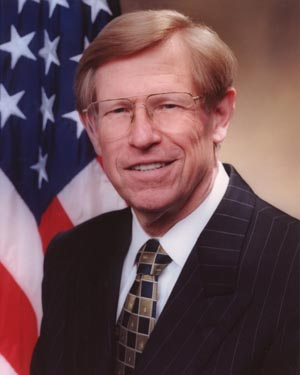
Theodore Olson, che rappresentò Bush

La Corte doveva occuparsi di due questioni fondamentali per risolvere il caso:
- I riconteggi, nel modo in cui venivano eseguiti, erano legali?[20]
- Se i riconteggi fossero incostituzionali, come si potrebbe rimediare?[21]

Tre giorni prima, la maggioranza di cinque giudici aveva ordinato di fermare il riconteggio e la Corte doveva decidere se ricominciarlo.

### Clausola di eguale protezione
Bush sosteneva che il riconteggio violasse la «clausola di eguale protezione» del XIV Emendamento, poiché non c'era alcuno standard statale che le contee potevano utilizzare per determinare se un voto fosse legale o meno. Ogni contea utilizzava il proprio metodo per ricontare manualmente i voti, e secondo Bush alcune contee utilizzavano standard più permissivi di altre. Perciò, due votanti avrebbero potuto votare allo stesso identico modo, ma la scheda di uno avrebbe potuto essere considerata nulla, mentre quella dell'altro no, a causa dei diversi criteri utilizzati per i riconteggi manuali. Secondo questa interpretazione, il riconteggio costituirebbe una violazione della clausola di eguale protezione.
Gore sosteneva invece che uno standard nazionale esistesse, cioè quello della "volontà dell'elettore", e che questo standard fosse sufficiente perché il riconteggio non costituisse una violazione della clausola di eguale protezione. Inoltre, secondo Gore, se il riconteggio in Florida fosse ritenuto incostituzionale solo perché trattava diversi elettori in modo diverso, allora ogni elezione statale sarebbe incostituzionale e che ogni metodo porterebbe ad un certo tasso di errore. Infatti, anche per la lettura automatica (non manuale), diverse contee utilizzano diversi metodi di lettura: secondo Gore, un elettore che vota in una contea che usa le schede perforate avrebbe una maggiore possibilità di vedere il proprio voto dichiarato nullo che un elettore di una contea che usa dei lettori ottici. Secondo l'argomentazione di Bush, sosteneva Gore, ogni Stato avrebbe avuto bisogno di uno standard statale anche per i voti automatici.

#### Possibili rimedi

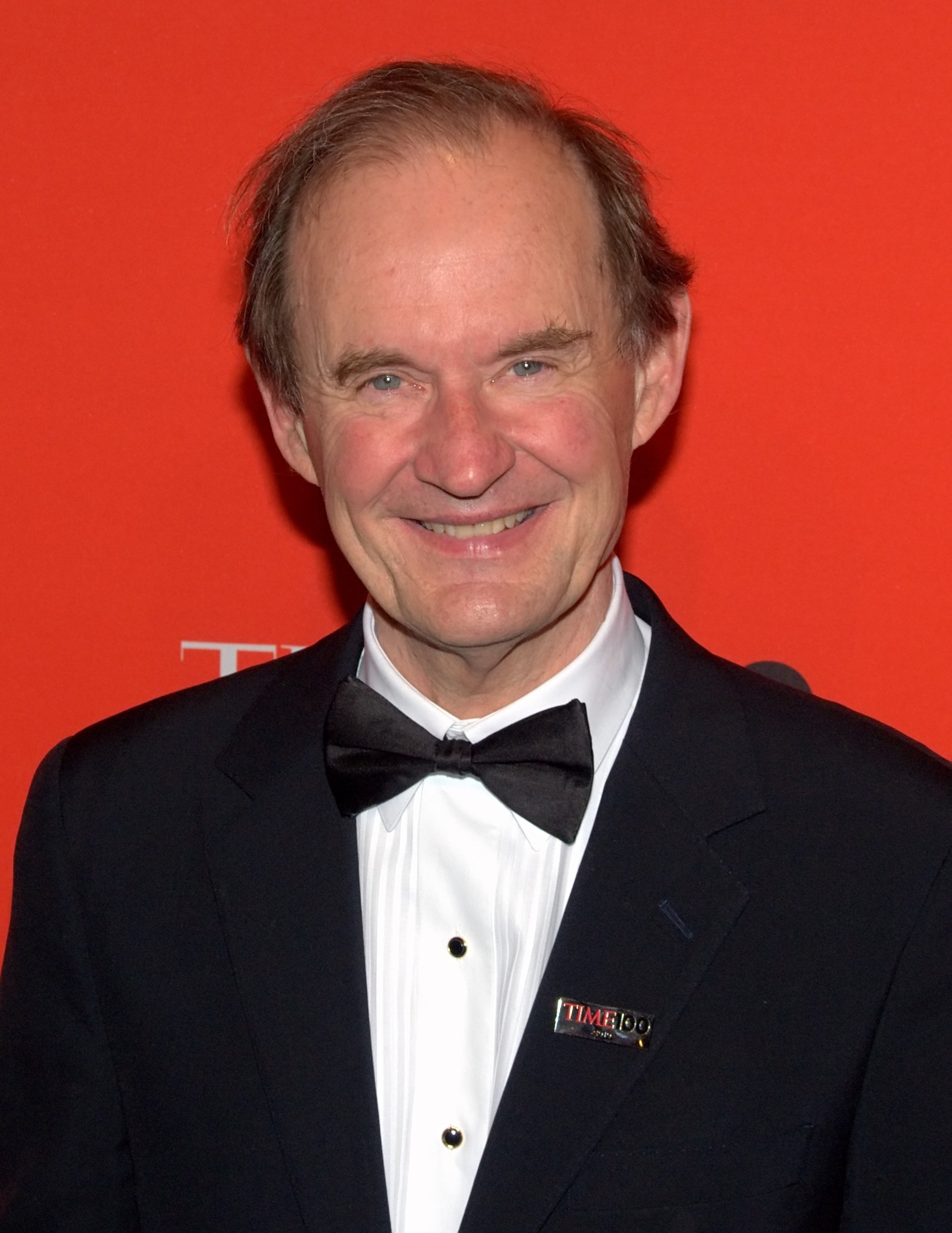
David Boies, che rappresentò Gore

Questa fu la parte più controversa. Le argomentazioni presentate dagli avvocati non coprivano estensivamente cosa dovesse fare la Corte nel caso ritenesse di aver trovato una violazione della clausola di eguale protezione. Solo Gore notò brevemente che una soluzione appropriata sarebbe stata un riconteggio vero e proprio, piuttosto che la cancellazione dei riconteggi in corso.

### Articolo II della Costituzione
Bush sostenne che il giudizio della Corte suprema della Florida violasse l'articolo II, par. 1, comma 2 della Costituzione americana. Secondo Bush, l'interpretazione data dalla Corte suprema della Florida della legge dello Stato era tanto erronea che il giudizio aveva l'effetto di creare nuova legge; e poiché questa nuova legge non era stata approvata dalla legislatura dello Stato della Florida, era in violazione dell'articolo II. Secondo Bush, lo stesso articolo dava alla magistratura federale il potere di interpretare la legge elettorale dello Stato della Florida, affinché l'intento della legislatura statale sia rispettato.
Secondo Gore, invece, l'articolo II prevede la revisione e l'interpretazione delle leggi da parte della Corte suprema della Florida, che non avrebbe quinti fatto altro che esercitare i normali principi di interpretazione e applicazione delle leggi.

## Decisione
Furono prese diverse decisioni:
- Sette giudici (i cinque della maggioranza sotto, più Breyer e Souter) si trovarono d'accordo nel trovare una violazione della clausola di eguale protezione nell'utilizzo di diversi metodi di riconteggio in diverse contee.[29]
- Cinque giudici si trovarono d'accordo nel ritenere che il 12 dicembre (giorno della decisione) fosse la scadenza stabilita dallo Stato della Florida per i riconteggi (Kennedy, O'Connor, Rehnquist,[30] Scalia e Thomas a favore; Breyer, Ginsburg, Souter e Stevens contrari). I giudici Breyer e Souter avrebbero voluto rimandare il caso alla Corte suprema della Florida perché fossero stabiliti metodi uniformi di riconteggio, per poi procedere al riconteggio manuale col metodo stabilito.[31][32]
- Tre giudici (Rehnquist, Scalia e Thomas) sostennero che la Corte suprema della Florida avesse agito contrariamente all'intento della legislatura della Florida. Tuttavia quattro giudici (Breyer, Souter, Ginsburg, e Stevens) si opposero esplicitamente a quest'opinione nelle loro motivazioni alla sentenza, e gli altri due giudici (Kennedy and O'Connor) nonostante avessero votato con la maggioranza, non sostennero l'opinione di Rehnquist al riguardo.

### Clausola di eguale protezione
La Corte suprema stabilì che la decisione della Corte suprema della Florida di ordinare un riconteggio nell'intero Stato, violasse la «clausola di eguale protezione» del XIV Emendamento. Sette giudici votarono a favore e due contro, ma due dei sette giudici si trovarono in disaccordo con la soluzione proposta dagli altri cinque per rimediare alla violazione. La Corte ritenne che la «clausola di eguale protezione» garantisse agli elettori che il loro voto non possa essere svalutato da "trattamento successivo arbitrario o eterogeneo". Sebbene il riconteggio fosse giusto in teoria, secondo la Corte non lo era nella pratica: la documentazione fornita alla Corte suprema della Florida mostrava che le diverse contee e anche le diverse circoscrizioni seguissero metodi diversi per il riconteggio, anche se in molti casi le schede elettorali e le macchine usate per il conteggio dei voti erano identiche.
La maggioranza della Corte suprema decise che lo standard adottato nello Stato (che un "voto legale" è un voto "in cui ci sia una chiara indicazione dell'intenzione dell'elettore") non potesse garantire che ogni singola contea contasse i voti in modo costituzionalmente ammissibile. Nelle motivazioni della sentenza, fu esplicitamente stabilito che l'applicazione dell'opinione della Corte fosse "limitata alle presenti circostanze, poiché il problema dell'eguale protezione nei processi elettorali presenta in genere molte complessità."

#### Rimedi
La Corte decise con 5 a favore e 4 contrari che non fosse possibile completare un riconteggio costituzionalmente valido entro la scadenza del 12 dicembre stabilita dalla «clausola del porto sicuro». La Corte affermò che "la Corte suprema della Florida ha detto che il Parlamento della Florida aveva voluto che gli elettori dello Stato 'partecipassero pienamente al processo elettorale federale' come delineato in 3 U.S.C. § 5" La Corte suprema quindi fece terminare il riconteggio, perché "il Parlamento della Florida ha voluto il rispetto della «clausola del porto sicuro» come stabilita in 3 U.S. C. §5."
Quattro giudici (Stevens, Ginsburg, Souter e Breyer) dissentirono sul terminare il riconteggio. Due dei contrari (i giudici Breyer e Souter) riconobbero che il riconteggio come effettuato prima del fermo temporaneo del 9 dicembre non era conforme ai requisiti della «clausola di eguale protezione». Nonostante ciò, Souter e Breyer avrebbero voluto rimandare il caso alla Corte suprema della Florida perché stabilisse linee guida specifiche per il riconteggio dei voti contestati, contrariamente alla maggioranza della Corte che votò per terminare del tutto il riconteggio. Il riconteggio era già stato fermato il 9 dicembre, tre giorni prima della scadenza legale, da un'ingiunzione della Corte che votò con la stessa maggioranza di 5 contro 4.

Com'è comune nella Corte suprema statunitense, i quattro giudici della minoranza espressero il proprio dissenso nelle motivazioni della sentenza, e criticarono fortemente i cinque giudici della maggioranza per aver coinvolto la Corte in affari di pertinenza statale. Nelle parole del giudice Stevens, firmate anche dai giudici Breyer e Ginsburg:
 La sentenza del caso Bush vs Gore tecnicamente non terminò il caso, che invece fu "rimandato a ulteriori udienze pur nel rispetto della presente sentenza". Gli avvocati di Gore pertanto continuarono la battaglia legale, e portarono una mozione alla Corte suprema della Florida con l'obbiettivo di ottenere una sentenza secondo cui la data del 12 dicembre non fosse una scadenza definitiva secondo la legge della Florida. Gore tuttavia abbandonò la causa, perché non era ottimista su come avrebbero reagito i giudici della Florida a nuove mozioni. Di rimando, la Corte suprema della Florida il 20 dicembre pubblicò un'opinione che però non metteva in dubbio la data del 12 dicembre come scadenza ultima secondo la legge dello Stato, sebbene uno dei giudici, Leander Shaw, affermò il contrario nelle motivazioni in dissenso.

### Articolo II della Costituzione
Nelle motivazioni scritte dal Giudice Capo Rehnquist, firmate anche dai giudici Scalia e Thomas, fu enfatizzato che questo era un caso insolito in cui la Costituzione richiede che le corti federali valutino se una Corte suprema statale abbia correttamente interpretato la volontà del parlamento statale. Secondo Renhquist, di solito le corti federali non svolgono questo tipo di valutazione, e in questo caso la Corte non ha svolto una valutazione del genere. Rehnquist poi esaminò le argomentazioni dei giudici della minoranza della Corte suprema della Florida, e affermò di trovarsi d'accordo.

## Analisi accademiche
Il caso Bush vs Gore causò diverse reazioni forti, in particolare nel mondo accademico.

### Il problema del rimedio
L'aspetto deciso con la maggioranza più piccola della Corte (5 contro 4) era quale soluzione porre a rimedio della violazione della «clausola di eguale protezione». Gore aveva chiesto un riconteggio condotto secondo le regole della Costituzione, ma la Corte al contrario scelse di terminare l'elezione, affermando che “la Corte suprema della Florida ha detto che il Parlamento della Florida ha voluto avvalersi della «clausola del porto sicuro» come prevista da 3 U.S. C. §5.” Quest'affermazione nell'opinione della maggioranza si è dimostrata molto controversa.

Michael W. McConnell, Professore di Legge a Stanford, ha scritto che la decisione della Corte del 12 dicembre "potrebbe aver raggiunto la sentenza giusta per i motivi sbagliati." McConnell evidenzia in particolare l'opinione della Corte suprema della Florida dell'11 dicembre, secondo cui il 12 dicembre era una "scadenza esterna". L'opinione infatti afferma:
3 U.S.C. § 5.»
Tuttavia, secondo Nelson Lund, professore di Legge alla George Mason University, si potrebbe argomentare che la Corte suprema della Florida si stesse in realtà riferendo alle "disposizioni per la contestazione dei risultati contenuti nella legge elettorale della Florida, mentre Bush vs Gore riguardò solo le disposizioni che regolano il processo elettorale." Allo stesso modo Peter Berkowitz, professore di Legge alla stessa università, ha scritto che "Forse la Corte sarebbe stata più generosa se avesse richiesto alla Corte della Florida di chiarire se 'scadenza esterna' si riferisse ai riconteggi che avvengono durante il processo elettorale oppure durante la contestazione dei risultati." Secondo Abner Greene, professore di Legge alla Fordham University, la documentazione mostra che " la Corte suprema della Florida ritenesse che tutti i riconteggi manuali – durante il processo elettorale o durante la contestazione – dovessero essere completati entro il 12 dicembre." Nonostante ciò, secondo Greene, "la mancanza di chiarezza sull'opinione della Corte suprema della Florida riguardo alla «clausola del porto sicuro» avrebbe dovuto portare al rimando alla Corte della Florida per una chiarificazione," in aggiunta al rimando del 4 dicembre. La Corte ha sì rimandato il caso invece di chiuderlo, però senza richieste di ulteriori chiarificazione.

### Limitazione alle circostanze attuali
Alcuni critici della decisione sostengono che la maggioranza ha cercato riparo dalla propria stessa logica nella seguente frase dell'opinione di maggioranza: "La nostra considerazione è limitata alle circostanze attuali, poiché il problema dell'eguale protezione nei processi elettorali in genere presente molte complessità." Chi difende la Corte sostengono che questa fosse una ragionevole precauzione contro la possibilità che la decisione fosse letta in modo troppo ampio, non essendo appropriato nel poco tempo disponibile la definizione dettagliata su come applicare la decisione ad altri casi. Chi critica la Corte, invece, sostiene che la sentenza stabilisca che il caso non può essere considerato un precedente e che non potesse essere usato per giustificare una futura sentenza giudiziaria, e secondo alcuni ciò mostra che la stessa maggioranza che ha approvato la decisione ritenne che la sua decisione principale fosse insostenibile.  Al di là dell'intenzione della maggioranza dei giudici se il caso costituisse o meno precedente, il caso è Stato citato in diversi casi di legge elettorale.

### Accuse di parzialità e conflitto di interessi
Secondo alcuni, solo i giudici conservatori e Repubblicani votarono contro Gore e lo fecero per motivi di parte. Secondo Ronald Rotunda, professore di Legge alla Chapman University, le accuse non reggono:

L'opinione di maggioranza fu criticata da Alan Dershowitz, professore di legge ad Harvard, secondo cui:
»

Ci sono anche state diverse analisi riguardo a un possibile conflitto d'interessi di diversi giudici che avrebbero dovuto ricusarsi dal caso. In diverse occasioni, William Rehnquist aveva espresso interesse ad andare in pensione durante un'amministrazione Repubblicana, così che il giudice che avrebbe preso il suo posto sarebbe stato nominato da un presidente repubblicano; secondo uno studio, "c'è ambiguità sull'esistenza di fatti che avrebbero creato un conflitto d'interessi" per Rehnquist. Ad un evento per la notte delle elezioni, il giudice Sandra Day O'Connor rimase delusa dall'annuncio iniziale della vittoria di Gore in Florida, e il marito spiegò che avrebbero dovuto aspettare altri quattro anni prima di andare in pensione in Arizona. Tuttavia entrambi i giudici rimasero nella Corte oltre il primo mandato di Bush, Rehnquist fino alla morte nel 2005 e O'Connor's fino al pensionamento nel 2006. Secondo Steven Foster della Manchester Grammar School:
»
Alcuni esperti di etica hanno affermato che non c'è stato conflitto di interessi per i giudici Clarence Thomas o Antonin Scalia.

### Riconteggi successivi
Nel 2001, un consorzio di organizzazioni giornalistiche, insieme a statistici di professione, esaminò numerose vie ipotetiche di ricontare i voti. Lo studio fu condotto in un periodo di 10 mesi, e il consorzio esaminò 175 010 schede elettorali rifiutate dalle macchine contavoti. In ognuno dei diversi casi, il margine di vittoria era più piccolo del vantaggio di 537 voti che permise la vittoria di Bush. Secondo l'analisi, con la strategia adottata da Gore all'inizio dei riconteggi, cioè chiedere riconteggi manuali in quattro contee a prevalenza democratica, Bush avrebbe vinto comunque. Allo stesso modo, se tutte le 67 contee dello Stato avessero ricontato le schede come ordinato dalla Corte suprema della Florida, Bush avrebbe vinto comunque, per 493 voti.
Secondo l'analisi inoltre, nelle circoscrizioni a maggioranza nera il numero di schede trovate invalide dalle macchine contavoti era tre volte più alto che nelle circoscrizioni a maggioranza bianca. "Per le minoranze, un riconteggio non avrebbe risolto il problema delle disuguaglianze perché la maggior parte delle schede non era recuperabile. Tuttavia un riconteggio avrebbe potuto ristabilire i voti di migliaia di elettori anziani le cui schede erano incomprensibili alle macchine, ma facilmente leggibili altrimenti". L'analisi condotta dal consorzio non aveva accesso a queste schede decisive, che in molti casi erano scomparse, o comunque non erano state ritrovate.

### Altre questioni
Uno dei motivi per cui il riconteggio non poté essere completato furono i numerosi fermi ordinati da vari giudici, in particolare dalla Corte suprema. Secondo alcuni è stato inappropriato ordinare il fermo che ha bloccato il riconteggio basandosi sulla possibilità di causare un danno irreparabile. Secondo altri — come Charles Fried — la validità del fermo è stata in ultimo giustificata dalla decisione sul merito della questione e che l'unica cosa impedita dal fermo fu un riconteggio "fatto in modo incostituzionale."

Alcuni critici della Corte sostengono che la decisione fu un'aberrazione della clausola di eguale protezione, nonché contraria al principio secondo cui le corti si occupano solo di questioni legali e non di questioni politiche. D'altro canto, Geoffrey Stone, professore di Legge all'Università di Chicago ha espresso il proprio sostegno al ragionamento della Corte sul principio di eguale protezione, sebbene sia rimasto sorpreso dall'estemporanea e sospetta conversione a questo principio dei giudici Rehnquist, Scalia, e Thomas. Secondo Stone:
Il dissenso del giudice Stevens è stato criticato dal professore Nelson Lund, secondo cui: "il passaggio più noto dell'opinione in dissenso del giudice Stevens consiste solo in retorica senza analisi". In quel passaggio, Stevens aveva criticato la Corte per aver messo in dubbio l'imparzialità dei giudici della Florida.
Il prof. Charles Zelden ritiene che l'opinione di maggioranza avrebbe dovuto dichiarare che il sistema elettorale nazionale aveva bisogno di riforme significative, e avrebbe dovuto criticare l'uso di commissioni elettorali nominate dai partiti e da ufficiali non di professione. Zelden conclude che il fallimento della Corte nell'evidenziare queste carenze del sistema elettorale americano rende più probabile che un caso come Bush vs Gore si ripeta.  Nel 2013, il giudice Sandra Day O'Connor, ormai in pensione, che votò con la maggioranza, immaginò che forse la Corte suprema avrebbe dovuto rifiutare il caso, il quale "ha dato alla corte una reputazione imperfetta".